# Зотово (Красногорський район)
Зо́тово (рос. Зотово) — присілок в Красногорському районі Удмуртії, Росія.

## Населення
Населення — 48 осіб (2010; 57 в 2002).
Національний склад станом на 2002 рік:
- удмурти — 91 %